# Coniopteryx praecisa
Coniopteryx praecisa är en insektsart som beskrevs av C.-k. Yang och Z.-q. Liu 1994. Coniopteryx praecisa ingår i släktet Coniopteryx och familjen vaxsländor. Inga underarter finns listade i Catalogue of Life.